# Animal Control
Animal Control ist eine amerikanische Sitcom, die am 16. Februar 2023 auf Fox Premiere hatte. Animal Control wird von Roughhouse Productions, Middletown News, Wow a Fox und Fox Entertainment Studios produziert. Im Mai 2023 wurde die Serie um eine zweite Staffel verlängert, worauf im Februar 2024 eine weitere Staffel folgte.

## Handlung
Die Handlung folgt den (fiktiven) Erlebnissen der Mitarbeiter des Animal Control Service der Stadt Seattle.

## Produktion
Im Juli 2022 wurde bekannt gegeben, dass Fox an der Produktion von Animal Control arbeitet. Im Oktober desselben Jahres stießen Joel McHale als Hauptdarsteller und Produzent sowie Vella Lovell und Ravi Patel ebenfalls zur Serie. Die meisten Episoden von Animal Control wurden in und um Vancouver gedreht. Im Mai 2023 wurde die zweite Staffel der Serie angekündigt, die ihre Premiere am 6. März 2024 feierte. Im Februar 2024, noch vor der Premiere der zweiten Staffel, wurde die dritte Staffel von Animal Control angekündigt.

## Rezeption
Die Website Rotten Tomatoes gab der ersten Staffel von Animal Control basierend auf zehn Kritiken eine durchschnittliche Bewertung von 6/10. Metacritic vergab Animal Control basierend auf sieben Kritiken eine Punktzahl von 68 von 100.